# Galeolaria hystrix
Galeolaria hystrix är en ringmaskart som beskrevs av Morch 1863. Galeolaria hystrix ingår i släktet Galeolaria och familjen Serpulidae.
Artens utbredningsområde är havet kring Nya Zeeland. Inga underarter finns listade i Catalogue of Life.